# Kalcerrytus amapari
Kalcerrytus amapari är en spindelart som beskrevs av Galiano 1999 [2000. Kalcerrytus amapari ingår i släktet Kalcerrytus och familjen hoppspindlar. Inga underarter finns listade i Catalogue of Life.